# Julien Leonardelli
Julien Leonardelli, né le 14 juillet 1987 à Lavelanet (Ariège), est un homme politique français.
Membre du Rassemblement national, il est député européen depuis 2024, conseiller municipal de Fronton de 2020 à 2024 et conseiller régional d'Occitanie depuis 2016.

## Biographie
Julien Leonardelli nait le 14 juillet 1987 à Lavelanet en Ariège. Il grandit entre l'Ariège, Castelsarrasin et Perpignan, puis s'installe en 2012 à Fronton. Il exerce la profession d'agent commercial.
Il rejoint le Rassemblement National de Perpignan en 2005, le jour de ses 18 ans, aux côtés de Louis Aliot.
Julien Leonardelli est élu à l'issue du second tour des élections régionales de 2015 en Languedoc-Roussillon-Midi-Pyrénées, conseiller régional de l'Occitanie au sein du groupe du Rassemblement national puis réélu en 2021.
En 2013, il est nommé délégué départemental du Rassemblement National pour le département de la Haute-Garonne, il est le représentant du Rassemblement National au niveau du département.
En 2017, il est candidat aux élections législatives de 2017 dans la cinquième circonscription de la Haute-Garonne dans laquelle il arrive second au premier tour avec 16,67 % face au candidat La République en marche Jean-François Portarrieu. Il est battu au second tour avec 32,40 %.
En 2020, Julien Leonardelli se présente aux élections municipales de Fronton. Il est battu au premier tour par le maire sortant Hugo Cavagnac qui obtient 77,27 % des voix. Sa liste arrive en deuxième position avec 13,19 % des voix et obtient deux élus : lui-même et Nicole Izard.
En 2021, Julien Leonardelli est candidat en binôme avec Nicole Izard aux élections départementales de 2021 en Haute-Garonne dans le canton de Villemur-sur-Tarn. Ils sont éliminés au premier tour.
En 2022, il est candidat aux élections législatives de 2022 dans la Haute-Garonne dans la cinquième circonscription de la Haute-Garonne. Il a pour suppléante Nicole Izard. Ils sont éliminés au premier tour avec 24,64 % des voix.
En 2024, il figure en 27e position sur la liste du Rassemblement national aux élections européennes, conduite par Jordan Bardella. Toujours en 2024, il est battu aux élections législatives dans la 5e circonscription de la Haute-Garonne par Jean-François Portarrieu, député sortant Horizons. Le 16 septembre 2024, il est nommé délégué régional du Rassemblement National pour la région occitanie.
Au Parlement européen, Julien Leonardelli siège au sein du groupe "Patriotes pour l’Europe". Il est membre de la Commission des transports et du tourisme (TRAN), et suppléant à la Commission du développement régional (REGI). Il participe également à plusieurs délégations, notamment celles pour les relations avec les pays du Machrek et l'Assemblée parlementaire de l'Union pour la Méditerranée.

## Controverses
En 2018, Julien Leonardelli soutient un membre de l'association d'extrême-droite SDF-Solidarité des Français qui effectue une maraude excluant les SDF musulmans et juifs à Toulouse, interdite car qualifiée de xénophobe et raciste par le Conseil d'État.
La même année, Julien Leonardelli sous-entend dans un tweet que Mamoudou Gassama — qui a sauvé un enfant suspendu à un balcon parisien — aurait été récompensé pour sa bravoure, contrairement à Marin — un jeune homme gravement blessé après avoir été roué de coups alors qu'il était venu en aide à un couple à Lyon —. En réalité tous deux ont reçu la médaille d'honneur pour acte de courage et de bravoure au péril de leur vie.